# Saint-Benoît (Viena)
Saint-Benoît és un municipi francès situat al departament de la Viena i a la regió de la Nova Aquitània. L'any 2007 tenia 6.989 habitants.

## Demografia

### Població
El 2007 la població de fet de Saint-Benoît era de 6.989 persones. Hi havia 3.157 famílies de les quals 1.167 eren unipersonals (428 homes vivint sols i 739 dones vivint soles), 1.057 parelles sense fills, 748 parelles amb fills i 185 famílies monoparentals amb fills.
La població ha evolucionat segons el següent gràfic:
Habitants censats

### Habitatges
El 2007 hi havia 3.483 habitatges, 3.222 eren l'habitatge principal de la família, 47 eren segones residències i 214 estaven desocupats. 2.443 eren cases i 1.017 eren apartaments. Dels 3.222 habitatges principals, 2.056 estaven ocupats pels seus propietaris, 1.115 estaven llogats i ocupats pels llogaters i 51 estaven cedits a títol gratuït; 325 tenien una cambra, 267 en tenien dues, 432 en tenien tres, 756 en tenien quatre i 1.441 en tenien cinc o més. 2.502 habitatges disposaven pel capbaix d'una plaça de pàrquing. A 1.536 habitatges hi havia un automòbil i a 1.377 n'hi havia dos o més.

### Piràmide de població
La piràmide de població per edats i sexe el 2009 era:
| Homes | Edats   | Dones |
| ----- | ------- | ----- |
| 12    | 95 o +  | 4     |
| 4     | 90 a 94 | 12    |
| 20    | 85 a 89 | 60    |
| 48    | 80 a 84 | 72    |
| 104   | 75 a 79 | 104   |
| 128   | 70 a 74 | 148   |
| 144   | 65 a 69 | 144   |
| 276   | 60 a 64 | 276   |
| 176   | 55 a 59 | 212   |
| 248   | 50 a 54 | 280   |
| 252   | 45 a 49 | 252   |
| 200   | 40 a 44 | 300   |
| 224   | 35 a 39 | 184   |
| 236   | 30 a 34 | 236   |
| 264   | 25 a 29 | 276   |
| 292   | 20 a 24 | 272   |
| 268   | 15 a 19 | 228   |
| 212   | 10 a 14 | 164   |
| 224   | 5 a 9   | 156   |
| 112   | 0 a 4   | 148   |

## Economia
El 2007 la població en edat de treballar era de 4.612 persones, 3.166 eren actives i 1.446 eren inactives. De les 3.166 persones actives 2.943 estaven ocupades (1.477 homes i 1.466 dones) i 223 estaven aturades (116 homes i 107 dones). De les 1.446 persones inactives 490 estaven jubilades, 683 estaven estudiant i 273 estaven classificades com a «altres inactius».

### Ingressos
El 2009 a Saint-Benoît hi havia 3.036 unitats fiscals que integraven 6.715 persones, la mediana anual d'ingressos fiscals per persona era de 22.424 €.

### Activitats econòmiques
Dels 324 establiments que hi havia el 2007, 8 eren d'empreses extractives, 6 d'empreses alimentàries, 2 d'empreses de fabricació de material elèctric, 12 d'empreses de fabricació d'altres productes industrials, 32 d'empreses de construcció, 68 d'empreses de comerç i reparació d'automòbils, 7 d'empreses de transport, 17 d'empreses d'hostatgeria i restauració, 4 d'empreses d'informació i comunicació, 24 d'empreses financeres, 23 d'empreses immobiliàries, 49 d'empreses de serveis, 49 d'entitats de l'administració pública i 23 d'empreses classificades com a «altres activitats de serveis».
Dels 70 establiments de servei als particulars que hi havia el 2009, 2 eren oficines del servei públic d'ocupació, 4 oficines bancàries, 1 funerària, 6 tallers de reparació d'automòbils i de material agrícola, 2 tallers d'inspecció tècnica de vehicles, 6 paletes, 3 guixaires pintors, 4 fusteries, 6 lampisteries, 6 electricistes, 1 empresa de construcció, 6 perruqueries, 1 veterinari, 10 restaurants, 9 agències immobiliàries, 1 tintoreria i 2 salons de bellesa.
Dels 25 establiments comercials que hi havia el 2009, 1 era un supermercat, 1 una botiga de menys de 120 m², 3 fleques, 1 una carnisseria, 2 llibreries, 3 botigues de roba, 5 botigues d'equipament de la llar, 1 una sabateria, 1 una botiga d'electrodomèstics, 5 botigues de material esportiu, 1 una joieria i 1 una floristeria.
L'any 2000 a Saint-Benoît hi havia 6 explotacions agrícoles.

## Equipaments sanitaris i escolars
El 2009 hi havia 3 farmàcies i 1 ambulància.
El 2009 hi havia 3 escoles maternals i 3 escoles elementals. Saint-Benoît disposava d'un col·legi d'educació secundària amb 676 alumnes.

## Poblacions més properes
El següent diagrama mostra les poblacions més properes.